# 1994-es Formula–1 portugál nagydíj
A portugál nagydíj volt az 1994-es Formula–1 világbajnokság tizenharmadik futama.

## Futam
Portugáliában Berger Ferrarija állt a pole-pozícióban Hill és Coulthard előtt. A rajtnál Coulthard megelőzte csapattársát. Berger csak a 8. körig vezetett, amikor váltóhiba miatt kiesett. A 33. körben Hill megelőzte a vezető Couthardot, aki egy versenyzőt körözött le ekkor. A 39. körben Alesi David Brabhamet próbálta lekörözni, de összeütköztek és mindketten kiestek. Hill győzött Coulthard és Häkkinen előtt. A Williams ezzel átvette a konstruktőri bajnokság vezetését.
| Helyezés | #  | Versenyző             | Csapat/Motor      | Futott körök | Idő/Kiesés oka | Rajthely | Pontszám |
| -------- | -- | --------------------- | ----------------- | ------------ | -------------- | -------- | -------- |
| 1        | 0  | Damon Hill            | Williams-Renault  | 71           | 1:45:10,1      | 2        | 10       |
| 2        | 2  | David Coulthard       | Williams-Renault  | 71           | +0,603         | 3        | 6        |
| 3        | 7  | Mika Häkkinen         | McLaren-Peugeot   | 71           | +20,193        | 4        | 4        |
| 4        | 14 | Rubens Barrichello    | Jordan-Hart       | 71           | +28,003        | 8        | 3        |
| 5        | 6  | Jos Verstappen        | Benetton-Ford     | 71           | +29,385        | 10       | 2        |
| 6        | 8  | Martin Brundle        | McLaren-Peugeot   | 71           | +52,702        | 7        | 1        |
| 7        | 15 | Eddie Irvine          | Jordan-Hart       | 70           | +1 kör         | 13       |          |
| 8        | 9  | Christian Fittipaldi  | Footwork-Ford     | 70           | +1 kör         | 11       |          |
| 9        | 10 | Gianni Morbidelli     | Footwork-Ford     | 70           | +1 kör         | 16       |          |
| 10       | 25 | Éric Bernard          | Ligier-Renault    | 70           | +1 kör         | 21       |          |
| 11       | 12 | Johnny Herbert        | Lotus-Mugen-Honda | 70           | +1 kör         | 20       |          |
| 12       | 23 | Pierluigi Martini     | Minardi-Ford      | 69           | +2 kör         | 18       |          |
| 13       | 24 | Michele Alboreto      | Minardi-Ford      | 69           | +2 kör         | 19       |          |
| 14       | 19 | Yannick Dalmas        | Larrousse-Ford    | 69           | +2 kör         | 23       |          |
| 15       | 32 | Jean-Marc Gounon      | Simtek-Ford       | 67           | +4 kör         | 26       |          |
| 16       | 11 | Philippe Adams        | Lotus-Mugen-Honda | 67           | +4 kör         | 25       |          |
| Kizárva  | 26 | Olivier Panis         | Ligier-Renault    | 70           | Kizárva        | 15       |          |
| Kiesett  | 4  | Mark Blundell         | Tyrrell-Yamaha    | 61           | Motorhiba      | 12       |          |
| Kiesett  | 5  | Jyrki Järvilehto      | Benetton-Ford     | 60           | Kicsúszás      | 14       |          |
| Kiesett  | 29 | Andrea de Cesaris     | Sauber-Mercedes   | 54           | Kicsúszás      | 17       |          |
| Kiesett  | 27 | Jean Alesi            | Ferrari           | 38           | Ütközés        | 5        |          |
| Kiesett  | 31 | David Brabham         | Simtek-Ford       | 36           | Ütközés        | 24       |          |
| Kiesett  | 30 | Heinz-Harald Frentzen | Sauber-Mercedes   | 31           | Differenciálmű | 9        |          |
| Kiesett  | 20 | Eric Comas            | Larrousse-Ford    | 27           | Felfüggesztés  | 22       |          |
| Kiesett  | 3  | Katajama Ukjó         | Tyrrell-Yamaha    | 26           | Váltó          | 6        |          |
| Kiesett  | 28 | Gerhard Berger        | Ferrari           | 7            | Váltó          | 1        |          |
| NK       | 34 | Bertrand Gachot       | Pacific-Ilmor     |              |                |          |          |
| NK       | 35 | Paul Belmondo         | Pacific-Ilmor     |              |                |          |          |

## A világbajnokság élmezőnyének állása a verseny után
| H  | Versenyzők         | Pont | H  | Konstruktőrök    | Pont |
| -- | ------------------ | ---- | -- | ---------------- | ---- |
| 1. | Michael Schumacher | 76   | 1. | Williams-Renault | 89   |
| 2. | Damon Hill         | 75   | 2. | Benetton-Ford    | 87   |
| 3. | Gerhard Berger     | 33   | 3. | Ferrari          | 58   |
| 4. | Mika Häkkinen      | 22   | 4. | McLaren-Peugeot  | 34   |
| 5. | Jean Alesi         | 19   | 5. | Jordan-Hart      | 20   |

## Statisztikák
Vezető helyen:
- Gerhard Berger: 7 (1-7)
- David Coulthard: 12 (8-17 / 26-27)
- Damon Hill: 45 (18 / 28-71)
- Jean Alesi: 4 (19-22)
- Rubens Barrichello: 3 (23-25)

Damon Hill 8. győzelme, Gerhard Berger 10. pole-pozíciója, David Coulthard 2. leggyorsabb köre.
- Williams 76. győzelme.

Yannick Dalmas utolsó versenye.